# 郡上市立口明方小学校
郡上市立口明方小学校 （ぐじょうしりつ くちみょうがたしょうがっこう）は、岐阜県郡上市にある公立小学校。

## 通学区域
- 通学区域は八幡町初納、八幡町旭の一部、八幡町市島、八幡町有穂である。公立中学校の進学先は郡上市立八幡中学校である[1]。

## 沿革
- 1873年（明治6年） - 市島村に市島義校が開校。吉田村[注釈 1]に吉田分校を設置。
- 1876年（明治9年） - 市島義校吉田分校を廃止。
- 1879年（明治12年） - 市島義校が市島学校に改称する。
- 1886年（明治19年） - 市島簡易科小学校に改称する。
- 1893年（明治26年） - 市島尋常小学校に改称する。
- 1897年（明治30年） - 初納村、旭村、有穂村、小野村、市島村が合併し、口明方村が発足。
  - 有穂尋常小学校が開校。有穂地区の児童の大谷尋常小学校への委託を解消。
- 1908年（明治41年） - 市島尋常小学校、初納尋常小学校、有穂尋常小学校が統合され、口明方尋常小学校となる。
- 1910年（明治43年） - 現在地へ移転。
- 1913年（大正2年） - 口明方尋常高等小学校に改称する。
- 1941年（昭和16年）4月1日 - 口明方国民学校に改称する。
- 1946年（昭和21年） - 本校の校舎が全焼する。初納分教場、有穂分教場、民家などで分散授業（翌年、仮校舎を建てる）。
- 1947年（昭和22年） - 口明方村立口明方小学校に改称する。
- 1949年（昭和24年） - 校舎を再建。
- 1954年（昭和29年）12月15日 - 八幡町、相生村、川合村、口明方村、西和良村が合併し、八幡町が発足。同時に八幡町立口明方小学校に改称する。
- 1956年（昭和31年）6月 - 初納分校を廃止。
- 1964年（昭和39年）6月1日 - 有穂分校を廃止。
- 2004年（平成16年）3月1日 - 八幡町、大和町、白鳥町、高鷲村、美並村、明宝村、和良村が合併し、郡上市が発足。同時に郡上市立口明方小学校に改称する。